# Gornja Jagodnja
Gornja Jagodnja falu Horvátországban Zára megyében. Közigazgatásilag Polačához tartozik.

## Fekvése
Zárától légvonalban 27, közúton 44 km-re délkeletre, Dalmácia északi részén, községközpontjától 2 km-re keletre Ravni kotar középső részén, a Zágráb - Split autópálya közelében fekszik. A tengertől való távolsága légvonalban 10, közúton 12 km.

## Története
A török 1528-ban foglalta el ezt a területet ahova velük együtt pravoszláv vlach lakosság érkezett. 1685-ben szabadult fel végleg uralma alól, amikor a közeli Vrána igazgatása alá került. 1797-ig a Velencei Köztársaság része volt. Miután a francia seregek felszámolták a Velencei Köztársaságot és a campo formiói béke értelmében osztrák csapatok szállták meg. 1806-ban a pozsonyi béke alapján az Első Francia Császárság Illír Tartományának része lett. 1815-ben a bécsi kongresszus újra Ausztriának adta, amely a Dalmát Királyság részeként Zárából igazgatta 1918-ig. A településnek 1857-ben 277, 1910-ben 452 lakosa volt. Az első világháború után előbb a Szerb-Horvát-Szlovén Királyság, majd Jugoszlávia része lett. A második világháború idején 1941-ben a szomszédos településekkel együtt Olaszország fennhatósága alá került. Az 1943. szeptemberi olasz kapituláció után visszatért Horvátországhoz. 1991-től többségben szerb lakói csatlakoztak a Krajinai Szerb Köztársasághoz és tevékenyen részt vettek annak harcaiban. A Vihar hadművelet idején 1995 augusztusában a falu teljes szerb lakossága elmenekült és közülük legtöbben később sem tértek vissza. A településnek 2011-ben 85 lakosa volt, akik főként mezőgazdasággal és állattartással foglalkoztak.

## Lakosság
| Lakosság változása | Lakosság változása | Lakosság változása | Lakosság változása | Lakosság változása | Lakosság változása | Lakosság változása | Lakosság változása | Lakosság változása | Lakosság változása | Lakosság változása | Lakosság változása | Lakosság változása | Lakosság változása | Lakosság változása | Lakosság változása |
| ------------------ | ------------------ | ------------------ | ------------------ | ------------------ | ------------------ | ------------------ | ------------------ | ------------------ | ------------------ | ------------------ | ------------------ | ------------------ | ------------------ | ------------------ | ------------------ |
| 1857               | 1869               | 1880               | 1890               | 1900               | 1910               | 1921               | 1931               | 1948               | 1953               | 1961               | 1971               | 1981               | 1991               | 2001               | 2011               |
| 277                | 579                | 328                | 314                | 362                | 452                | 487                | 534                | 568                | 642                | 622                | 603                | 534                | 490                | 46                 | 85                 |

## Nevezetességei
Szent Simeon tiszteletére szentelt szerb pravoszláv temploma 1868-ban épült. Egyhajós épület, homlokzata felett harangépítménnyel, benne két haranggal. A templom körül temető található.